# Ishania guerrero
Ishania guerrero là một loài nhện trong họ Zodariidae.
Loài này thuộc chi Ishania. Ishania guerrero được Rudy Jocqué & Léon Baert miêu tả năm 2002.